# Aeonium aureum
Aeonium aureum är en fetbladsväxtart som först beskrevs av Christen Smith och Jens Wilken Hornemann, och fick sitt nu gällande namn av T.H.M. Mes. Aeonium aureum ingår i släktet Aeonium och familjen fetbladsväxter. Inga underarter finns listade i Catalogue of Life.

## Bildgalleri

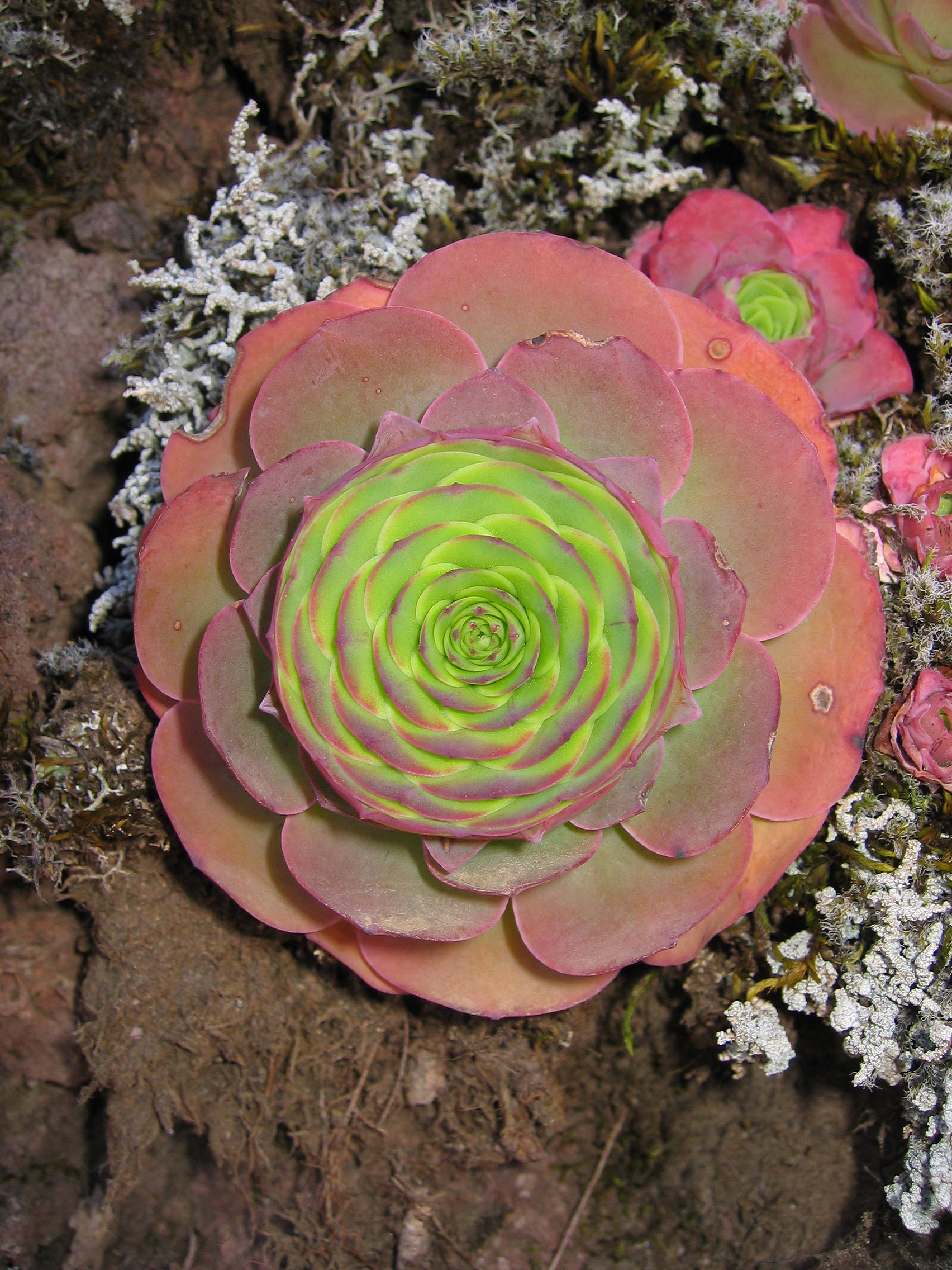